# Johan August Meijerfeldt el Vell
Johan August Meijerfeldt el Vell (o Johann August Meyerfeldt; * 1664 a Põltsamaa, Livònia Sueca; † 9 de novembre 1749 a Sövde, Escània) va ser un general suec i membre del Consell Privat Suec, així com Governador General suec de la Pomerània Sueca.

## Biografia
Johan August Meijerfeldt va néixer el 1674 fill de nobles suecs: el Tinent Coronel Andreas Meyer i la seva esposa Katharina Wolf.
El 1683 començà la seva carrera militar en un regiment de cavalleria suec a la Livònia sueca. Prengué part com a coronel a les batalles de: Narva, Klissow i Thorn. El rei Carles XII el nomenà, el 1704, General Major de cavalleria. El 1704 també participà en la Batalla de Poznań. El 1705 rebé el títol de baró.
El 1708 s'oposà al pla de Carles XII d'avançar cap a la llunyana Ucraïna. Després de la derrota aPoltava, el 1709, seguí a l'exili el seu monarca a Bender. El 1710 a la Helsinborg comandà l'ala dreta sueca. Després de retornar de l'exili a Bender el 17 d'agost de 1710 fou nomenat Tinent General i fou nomenat comandant de la fortalesa de Stettin. El gener de 1711 fou enviat en missió diplomàtica a Constantinoble i Itàlia.
El juliol de 1711 es va convertir en vicegovernador general i el 1713 fou nomenat conseller privat i governador general de la Pomerània Sueca. En el mateix any hagué de cedir Stettin a les tropes russes, i retirar-se amb un salconduit a Stralsund. Va dirigir l'Almirallat suec entre el 1716 i el 1717. El 1720 fou president de la Cancelleria del Reich. Després de la retirada dels danesos de Pomerània, que hi foren del 1715 al 1721, recuperà el seu càrrec com a Governador General de la Pomerània Sueca.
Després del Tractat d'Estocolm es va oposar a la desmobilització de les seves tropes, de fet va doblar-ne el nombre mentre millorava les fortificacions de Stralsund. El delegat de la Pomerània Sueca al Reichsrat alemany va donar suport a la política de l'emperador, encara que el suport a la Pragmàtica Sanció no era coherent amb la línia política oficial sueca.

## Família
Johan August Meijerfeldt es casà dues vegades. La primera el 1707 amb Anna Maria Törmflycht (1685–1710), i la segona el 1717 amb Brigitte von Barnekow (1700–1771).
Johan August Meijerfeldt el Jove, un dels fills del seu segona matrimoni, arribà a ser Mariscal de Camp.